# Plaque d'immatriculation suédoise

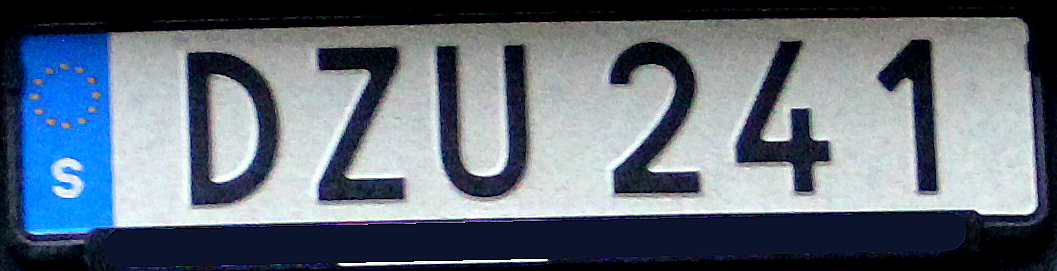
Plaque d'immatriculation suédoise

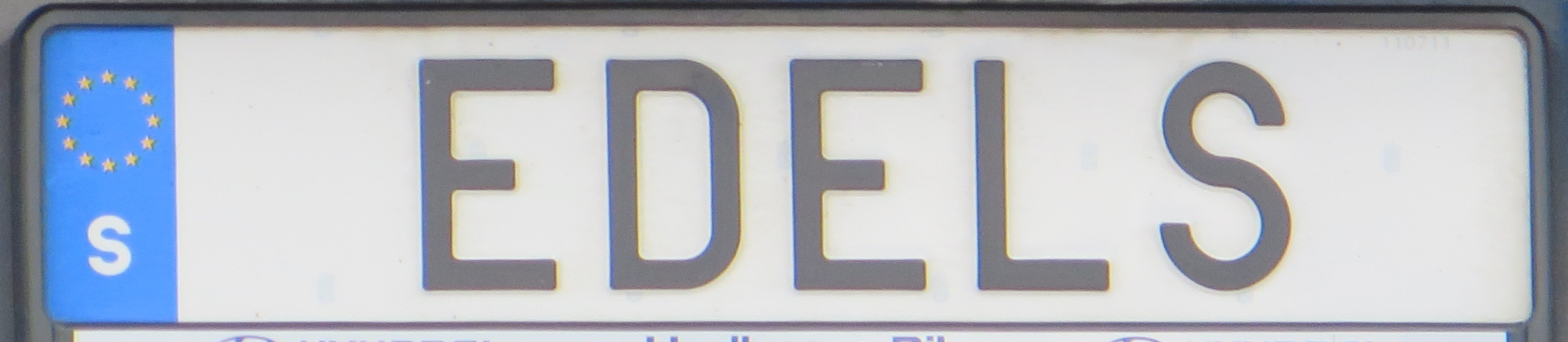
Plaque personnalisée

Les plaques d'immatriculation suédoises sont composées de la seule lettre S (Sverige) accompagnée du drapeau de l'Union européenne dans un cartouche bleu appelé eurobande et suivie de trois lettres et de trois chiffres (pouvant aller jusqu'à 9) ou de 2 chiffres suivis d'une lettre, écrits en noir sur fond blanc. Le propriétaire est libre demander une plaque personnalisée avec le texte de son choix, pouvant comporter les lettres Ä, Ö ou Å. Les combinaisons «inappropriées» sont néanmoins refusées, ainsi que la série MLB (aucune signification en suédois), qui est quant à elle réservée aux exemples (films, publicités, commerce etc.).
Ce système est en vigueur depuis 1973 au niveau national. L'immatriculation est propre au véhicule et non à son propriétaire. Elle ne dépend pas de l'emplacement géographique du véhicule ou de son propriétaire.
Les anciennes plaques arborent encore la vignette du contrôle technique à l'arrière. Celle-ci n'est plus obligatoire depuis 2010.

## Types de plaques
| Types de plaques d'immatriculation en Suède                              | Illustration                                                                |
| ------------------------------------------------------------------------ | --------------------------------------------------------------------------- |
| Plaque d'immatriculation régulière                                       |                                                                             |
| Plaque personnalisée                                                     |                                                                             |
| Plaque de taxi                                                           |                                                                             |
| Plaque pour professionnels de l'automobile (fabricants, garagistes etc.) |                                                                             |
| Plaque diplomatique                                                      |                                                                             |
| Plaque temporaire                                                        |                                                                             |
| Plaque militaire                                                         |                                                                             |
| Plaque pour véhicule de compétitions automobiles                         | Plaque à fond orange                                                        |
| Plaque de remplacement temporaire                                        | Plaque cartonnée à fond jaune accompagnée du cachet de l'autorité de police |

## Plaques diplomatiques

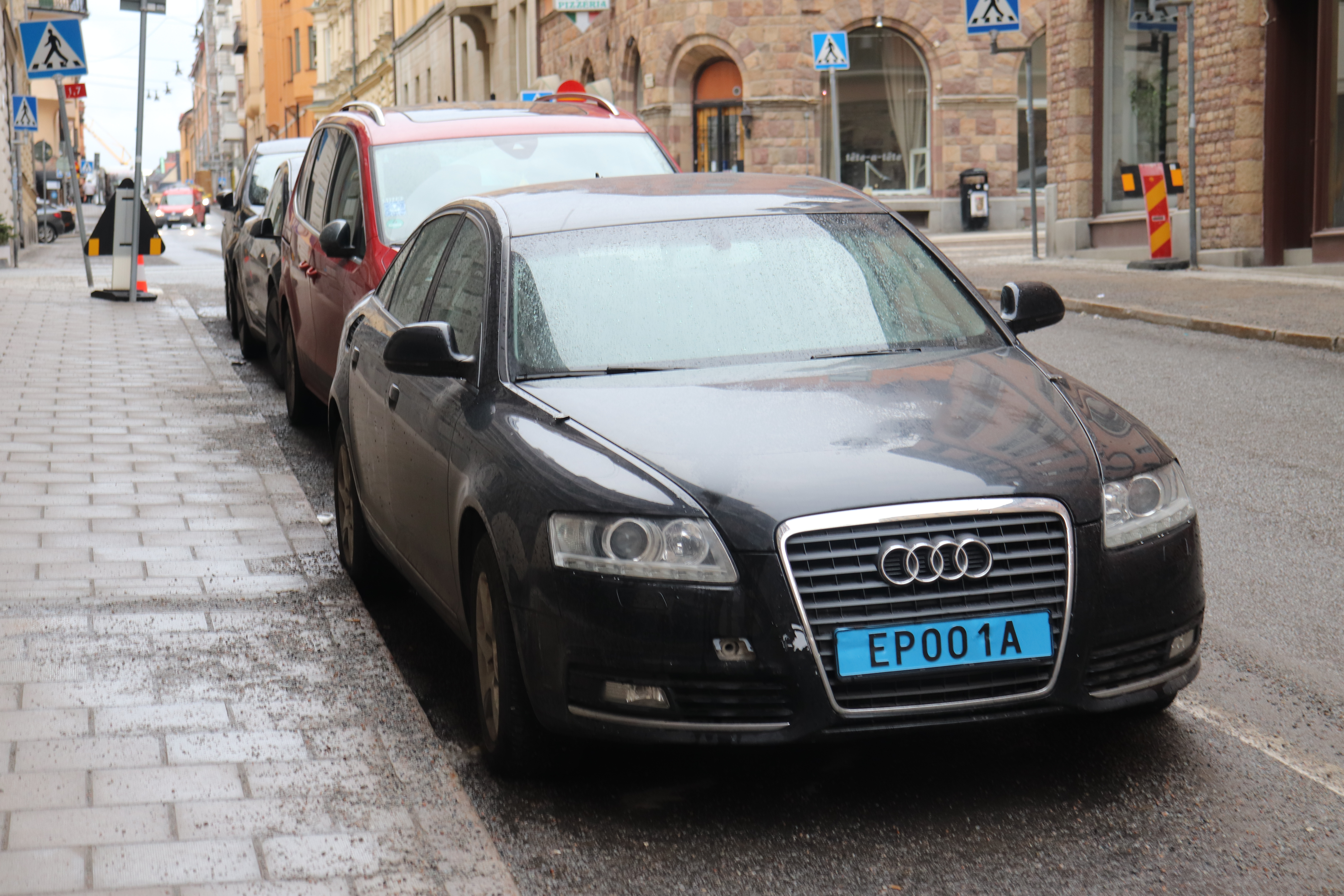
Plaque d'immatriculation d'un véhicule appartenant à l'ambassadeur de Macédoine du Nord à Stockholm

Les plaques diplomatiques en Suède sont composées d'un code indiquant le pays ou l'organisation auquel le propriétaire du véhicule est rattaché. Ce code est attribué par ordre alphabétique selon le nom des différents pays en langue française. Il est suivi d'une série de trois chiffres et une lettre précisant le statut du propriétaire du véhicule :
- A désigne les chefs de missions diplomatiques et les ambassadeurs ;
- B désigne les véhicules rattachés à une ambassade ;
- C désigne les diplomates ;
- D désigne les personnels administratifs et techniques ;
- E désigne les véhicules consulaires ;
- F désigne les consuls ;
- G désigne les personnels consulaires ;
- H désigne les organisations internationales ;
- I désigne les personnels des organisations internationales.

Les plaques d'immatriculation diplomatiques se distinguent par leur fond bleu et leur absence d'eurobande.
| AA Afrique du Sud AB Albanie AC Algérie AD Allemagne AE Arménie AF États-Unis AG Angola AH Arabie saoudite AJ Argentine AK Australie AL Autriche AM Bangladesh AN Belgique AP Bolivie AR Botswana AS Brésil AT Bulgarie AU Canada AW Chili AX Chine AY Colombie AZ Corée du Sud BA Corée du Nord BB Afghanistan BC Cuba BD Danemark BE République dominicaine BF Égypte BG Équateur BH Espagne BJ Éthiopie BK Finlande BL France BM Royaume-Uni BN Grèce BP Guatemala BR Kazakhstan BS Hongrie BT Inde BU Indonésie BW Irak BX Iran BY Irlande | BZ Islande CA Israël CB Italie CC Japon CD Kenya CE Laos CF Liban CG Libye CH Malaisie CJ Maroc CK Mexique CL Mozambique CM Nicaragua CN Nigeria CP Norvège CR Qatar CS Pakistan CT Panama CU Pays-Bas CW Pérou CX Philippines CY Pologne CZ Portugal DA Roumanie DB Sénégal DC non attribué DD Sri Lanka DE Suisse DF Tanzanie DG Tchéquie DH Thaïlande DJ Tunisie DK Turquie DL Russie DM Uruguay DN Venezuela DP Viêt Nam DR Serbie DS Zambie DT Zimbabwe DU Haut Commissariat des Nations unies pour les réfugiés DW World Maritime University DX Conseil nordique | DY Namibie DZ Soudan EA ESA EB Union européenne EC Burundi ED Estonie EE Lettonie EF Lituanie EG Croatie EH Slovénie EJ Slovaquie EK Bosnie-Herzégovine EL Érythrée EM Ukraine EN Chypre EP Macédoine du Nord ER Koweït ES Honduras ET Rwanda EV Institut international pour la démocratie et l'assistance électorale EW non attribué EX Cap-Vert EY Conseil des États de la mer Baltique EZ non attribué FA Biélorussie FB République du Congo FC Salvador FD Syrie FE Global International Waters Assessment FF Vatican, Nonciature apostolique FG Commission européenne FH Global Water Partnership FJ Émirats arabes unis FK Moldavie FL Géorgie FM Azerbaïdjan FN Nouvelle-Zélande FP Mongolie FT Kosovo FU Paraguay FW Palestine |